# Fernando Alloco
Fernando Nicolás Alloco Romano (Paraná, 30 aprile 1986) è un ex calciatore argentino, di ruolo difensore.

## Carriera
Ha giocato nella massima serie dei campionati argentino, peruviano e greco.